# Droga wojewódzka nr 855
Droga wojewódzka nr 855 (DW855) – droga wojewódzka klasy G (główna) w województwie lubelskim (powiat kraśnicki) i w województwie podkarpackim (powiat stalowowolski) o długości 39 km. Łączy drogę krajową nr 74 w Olbięcinie, 9 km na zachód od Kraśnika z dwujezdniową drogą krajową nr 77 w Stalowej Woli. Jest częścią szlaku komunikacyjnego Stalowa Wola - Kraśnik.  
Od 2011 roku cały odcinek podkarpacki był przebudowywany wraz z budową nowych mostów na rzekach w Zdziechowicach Drugich, Zaklikowie, Lipie oraz Rzeczycy Długiej. W 2013 roku wyremontowano również część odcinka lubelskiego o długości km przez Trzydnik Duży i Wolę Trzydnicką.

## Zarządcy drogi
- Odcinek w województwie lubelskim (11 km): Zarząd Dróg Wojewódzkich w Lublinie - Rejon DW Puławy[1],
- Odcinek w województwie podkarpackim (28 km): Podkarpacki Zarząd Dróg Wojewódzkich w Rzeszowie - Rejon DW w Stalowej Woli[2].

## Miejscowości leżące przy trasie DW855
- Olbięcin (DK74)
- Trzydnik Duży-Kolonia
- Trzydnik Duży
- Wola Trzydnicka
- Węglinek
- Węglin
- Zdziechowice Pierwsze
- Zdziechowice Drugie
- Zaklików (DW857)
- Lipa
- Dąbrowa Rzeczycka (DW856)
- Rzeczyca Okrągła
- Rzeczyca Długa
- Brandwica
- Stalowa Wola (DK77).